# Cuitlacoche

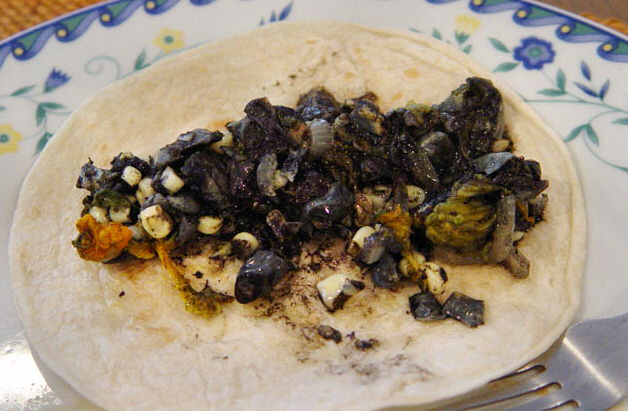
Taco mit Cuitlacoche

Cuitlacoche (auch huitlacoche) ist eine Spezialität der mexikanischen Küche, die aus Maiskörnern besteht, die mit dem Pilz Ustilago maydis (Erkrankung: Maisbeulenbrand) befallen sind. Die Körner schwellen dadurch an und verfärben sich schwarz.   
In China wird ein verwandter Pilz verzehrt, der Reiskörner befällt, sowie der in Teilen Ostasiens verbreitete Angkak bzw. japanische Kōji (roter Reis).